# Chango Farías Gómez
Chango Farías Gómez, nombre artístico de Juan Enrique Farías Gómez (Buenos Aires, 19 de diciembre de 1937-Buenos Aires, 24 de agosto de 2011), fue un músico, compositor y cantante de música folklórica de Argentina y político perteneciente al peronismo. Integró Los Huanca Hua y formó los conjuntos Grupo Vocal Argentino, Músicos Populares Argentinos (MPA) y La Manija. En 2003 lanzó su primer álbum solista.
Se ha caracterizado por su espíritu vanguardista e innovador en la manera de interpretar la música de raíz folklórica y especialmente por ser uno de los músicos que introdujo la polifonía en el folklore argentino y latinoamericano. En la actividad política fue director nacional de música (1989-1992) y legislador de la ciudad de Buenos Aires (2003-2007). Falleció el 24 de agosto de 2011 como consecuencia de un paro cardíaco. La del Chango es una película documental sobre su figura, dirigida por el cineasta argentino Milton Rodríguez.

## Carrera artística

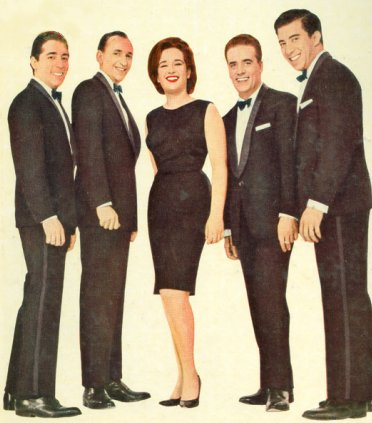
Los Huanca Hua, fundado en 1960, renovaron las formas de interpretar el folklore. En la imagen la formación de 1963: Chango Farías Gómez, Carlos Coco del Franco Terrero, Marián Farías Gómez, Guillermo Urien y Pedro Farías Gómez.

Juan Farías Gómez, conocido desde niño como el Chango, nació en el barrio de San Telmo de la ciudad de Buenos Aires y pasó su infancia y adolescencia en San Isidro (en el norte del Gran Buenos Aires) en el seno de una familia de músicos y artistas. Su primer grupo se llamó Los Musiqueros, que integró a los 16 años junto con Mario Arnedo Gallo y Hamlet Lima Quintana.
En 1960 formó el grupo Los Huanca Hua junto con su hermano Pedro Farías Gómez, Hernán Figueroa Reyes, Carlos del Franco Terrero y Guillermo Urien. Luego también se sumaría al mismo su hermana Marián Farías Gómez, reemplazando a Figueroa Reyes. El grupo revolucionó el modo de interpretar la música folklórica, mediante complejos arreglos vocales, introduciendo la polifonía y el uso de fonemas y onomatopeyas para marcar el ritmo.

En los Huanca Hua, uno canta y los otros le hacen burla.
Atahualpa Yupanqui

En 1964 realizó los arreglos de percusión para la Misa Criolla de Ariel Ramírez y fue intérprete de la percusión en la primera grabación de la misma, ese mismo año, junto a Los Fronterizos. Luego realizó una reducción para cinco voces de la Misa Criolla que fue grabada por Los Huanca-Hua primero y el Grupo Vocal Argentino, después.
En 1966 dejó el grupo, que continuó dirigido por su hermano Pedro, y formó el Grupo Vocal Argentino, considerado por algunos críticos como el mejor grupo vocal de la historia musical argentina.
En 1975 formó un trío con Kelo Palacios y Dino Saluzzi. En 1976, se exilió en España debido a la instalación de la dictadura cívico-militar en Argentina. Políticamente, Farías Gómez adhirió a las ideas peronistas:

Siempre fui peronista. Esto no tiene que ver con lo partidario sino con una forma de pensar el país.

En 1982 retornó a la Argentina y en 1985 formó Músicos Populares Argentinos (MPA), junto a Peteco Carabajal, Rubén Mono Izaurralde, Jacinto Piedra y Verónica Condomí, utilizando instrumentos inusuales en el folclore, como la batería o el bajo eléctrico.
En 1986 compuso la banda musical de la película Sostenido en la menor de Pedro Stoki, en la que también actúa y en 1988 compuso la música de la obra teatral Orestes, el súper, de Alfredo Megna.
En 1989, fue designado por el presidente Carlos Menem como Director Nacional de Música, cargo en el que se desempeñó hasta 1991. En esa función creó el Ballet Folklórico Nacional.
En la década de 1990 formó el grupo La Manija, orientado a profundizar en las raíces africanas e hispanas de la música argentina. En la década de 1990 compuso bandas musicales para películas y obras de teatro, como Lope de Aguirre traidor, de Sanchis Sinisterra, La oscuridad de la razón, de Ricardo Monti, Con el alma, de Gerardo Vallejo, Lisandro de David Viñas, El circo en la arena, Don Fausto y la comedia musical infantil El collar de Perlita.
En 2005 recibió el Premio Konex diploma al Mérito como uno de los 5 mejores solistas masculinos de folklore de la década en Argentina.
En 2009 convocó a una selección de grandes músicos a participar en el ciclo Los amigos del Chango. Ahí surgió su último proyecto, que sigue tocando actualmente, la orquesta popular de cámara Los Amigos del Chango.
En 2015 volvió a obtener otro Premio Konex de forma póstuma, esta vez en la disciplina Arreglador.

## Fallecimiento
El Chango Farías Gómez falleció en la ciudad de Buenos Aires el 24 de agosto de 2011, a los 73 años, luego de sufrir un paro cardíaco.

## La del Chango
En 2016 se estrena en Argentina el documental y ópera prima de Milton Rodríguez La del Chango, el cual a través de entrevistas a destacados músicos, familiares y periodistas, reconstruye la figura y personalidad de uno de los más importantes renovadores de la música popular argentina. Este filme se estrena como un homenaje en el quinto aniversario de su fallecimiento.
Familiares, periodistas y artistas destacados como Jaime Torres, Oscar Alem, Peteco Carabajal, Verónica Condomí, Antonio Tarragó Ros, Rubén "Mono" Izaurralde, Marián Farías Gómez, Manolo Juárez, los hermanos Koky y Pajarín Saavedra, entre muchos otros, evocan su etapa junto al Chango y repasan las formas que incorporó a la música nativa: la polifonía, los arreglos solo para voces, los sintetizadores, las guitarras de nylon y eléctricas, las baterías y múltiples bombos, las reminiscencias africanas y españolas, la complejidad rítmica, armonizaciones libres, la improvisación y la orquestación.
En principio Chango quería filmar con Rodríguez y Victoria Pereda una película de varias horas sobre la historia de toda la música argentina. Al fallecer el músico, ellos toman la posta y realizan este film que trata sobre los últimos 50 años, los años donde el protagonista fue justamente Chango. 

### Críticas
"Hay una decisión de generar una presencia ausente, un acto espiritista a la luz del día. Los desafío a encontrar documentales biográficos que se atrevan a tanto. (...) La del Chango es algo más que una gran y original película sobre un músico notable, también es una despedida amorosa de alguien a quien se quiso: pero no negando su muerte, sino a partir de la idea que indica que cuando alguien deja de existir, todavía vive de la única forma: entre sus amigos y familia, como un susurro, anécdota, voz. Y se va". Federico Karstulovich, El Amante.
"Un homenaje sincero y llevadero con una estructura clásica del relato, pero que en la negación del cuerpo del protagonista, en esto de no mostrarlo, se logra construir aún con más fuerza la imagen del objeto de estudio de la película que nunca se ve". Rolando Gallego, Escribiendo Cine.
"El documental de Milton Rodríguez (...) permite dimensionar la obra y la impronta del folclorista a partir de su música y de los aportes de quienes compartieron sus geniales aventuras creativas". Telam.
"Una ópera prima realizada con un bajo presupuesto sobre un artista de enorme importancia (...) Más allá de disfrutar de las historias y de la música, me encontré un rato después pensando todas estas cuestiones acerca de la definición de una persona y encuentro en La del Chango algo con lo que siempre acordé que es la propia obra la que nos da nuestro lugar en el mundo y bien expresado está en la película". Manuel Bláuab, Alta peli.

## Discografía

### Álbumes como solista
- 1964: Querida Purmamarca (no editado)
- 2003: Chango sin arreglo

### Con Los Huanca Hua
- 1961: Folklore argentino.
- 1962: Folklore argentino, vol. 2.
- 1963: Los Huanca Hua, vol. 3.
- 1965: La misa criolla.

### Con el Grupo Vocal Argentino
- 1966: Grupo Vocal Argentino, volumen 1.
- 1968: La misa criolla.

### Con Marián Farías Gómez
- 1976: Marián + Chango

### Con Marián Farías Gómez y Manolo Juárez
- 1982: Contraflor al resto.

### Con Músicos Populares Argentinos (MPA)
MPA estaba compuesto por Verónica Condomí, Peteco Carabajal, Rubén Izaurralde, Jacinto Piedra y el Chango Farías Gómez.
- 1985: Nadie más que nadie
- 1987: Antes que cante el gallo

### Con La Manija
La Manija estaba compuesta por: Chango Farías Gómez (voces, guitarra, percusión, arreglos y dirección), Claudia Romero (voces y guitarra), Veronica Condomí (voces), Rubén "Mono" Izaurralde (flauta y voces), Cristian Puig (guitarra flamenca), Pablo Mamiaro (guitarra eléctrica), Pablo Giménez (bajo y voces), Alfonso "Goyo" Fabre (percusión y voces), y Eduardo Avena (batería y voces).
- 1996: Rompiendo la red

### Bandas sonoras
- 1976: Lágrima
  - con varios músicos exiliados (Gustavo Beytelman, Juan José Mosalini, Guillermo Reuter, Sergio Arriagada, entre otros)
  - El álbum fue utilizado como banda de sonido de la película Reflexiones de un salvaje de Gerardo Vallejo.

### Filmografía
Actor
- Después del último tren (1969), dirigida por Miguel Mirra
- Sostenido en La menor  (1986), dirigida por Pedro Stocki

Música
- Después del último tren (1969), dirigida por Miguel Mirra
- Sostenido en La menor  (1986), dirigida por Pedro Stocki
- Con el alma  (1995), dirigida por Gerardo Vallejo

## Relaciones familiares
El músico Enrique Tata Farías Gómez (el Huachito) fue su padre, y la compositora Pocha Barros (María Pueblo) su madre.
Los músicos Marián Farías Gómez y Pedro Farías Gómez (fallecido en 2004) son sus hermanos.
Los músicos Juancho Farías Gómez, Facundo Changuito Farías Gómez (percusionista de Los Piojos), Micaela Farías Gómez y Juan Jerónimo Farías Gómez son sus hijos.
Los músicos Sebastián Farías Gómez y Gabriel Martín Farías Gómez son sus sobrinos, hijos de Pedro.
Guadalupe Farías Gómez es su sobrina, hija de Mariano (uno de los pocos Farías Gómez que no se dedicaron a la música).